# Teresa Arellano
Teresa Arellano (Tarma, 15 de diciembre de 1940 - Lima, 11 de noviembre de 2024) fue una docente peruana y una de las primeras autoras de libros de matemáticas que desarrolló contenido a nivel nacional para la educación básica pública del Perú. Realizó trabajos de investigación en el Instituto Nacional de Investigación y Desarrollo de la Educación para elaborar y validar materiales educativos, textos y libros para niños y docentes de la educación básica. Fue socio fundadora de  la Sociedad Peruana de Educación Matemática. Su trayectoria académica consistió en formar y actualizar a docentes en la enseñanza de la matemática.

## Biografía
Lilia Teresa Arellano Bados nació en la ciudad de Tarma. Concluyó los estudios secundarios en el Colegio Nacional de Mujeres Teresa González de Fanning de Lima.
Se destacó como formadora de docentes como es el caso de la enseñanza de la Diplomatura de Especialización en Didáctica de la Matemática en Educación Primaria en la Facultad de Educación PUCP entre 2011 al 2016.
Fue socia fundadora de la Sociedad Peruana de Educación matemática.Fue Presidenta de la Junta directiva de SOPEMAT durante el período de 2003-2006. 

## Publicaciones
- Rutas del aprendizaje para la educación intercultural bilingüe (2014). Lima : Ministerio de Educación del Perú. Dirección de Educación Intercultural Bilingüe[6]

- Sistemas educativos: La Educación Matemática en el Perú (2006). En: unión Revista Iberoamericana de Educación Matemática. Nro 5, pp. 53-89[7]

- Tránsito a la primaria (1996). Lima: Convenio Andrés Bello[8]

- La investigación educacional en el Perú (1972 - 1980). Lima ː INIDE, 1981.[9]

## Reconocimiento
- [10]Reconocimiento por el presidente del CONCYTEC, Carlos Del Río por la investigación realizada para publicar el Primer Catálogo Nacional de los estudios de maestría en el Perú (1989).[11]